# William Still
William Still (7 de octubre de 1821 - 14 de julio de 1902) fue un afroamericano abolicionista, conductor del ferrocarril subterráneo,
escritor, historiador y activista de los derechos civiles.

## Biografía
La mayoría de las fuentes dan como fecha de nacimiento de William Still el 7 de octubre de 1821, pero en el censo de 1900 figura noviembre de 1819. Nació en el condado de Burlington, Nueva Jersey, hijo de Charity y Levin Still. Sus padres habían llegado a New Jersey desde la costa oriental de Maryland como exesclavos. William era el menor de dieciocho hermanos, entre los que figuran James Still, conocido como "el Doctor de los Pinos" (Pine Barrens, en Nueva Jersey), Peter, Mary, y Kitturah, quien se mudó a Filadelfia.
El padre de William fue el primero de la familia en mudarse a Nueva Jersey. Era hombre libre, ya que había sido emancipado en 1798 en el condado de Caroline (Maryland). Levin finalmente se estableció en Evesham. Charity y sus cuatro hijos mayores escaparon y se unieron a Levin, pero fueron recapturados y volvieron a la esclavitud; la sra. Still escapó por segunda vez y, con sus dos hijas, consiguió llegar al Condado de Burlington, donde se reunió con ella su marido. Los dos hijos que quedaron atrás, Levin y Peter, fueron vendidos en Lexington (Kentucky), y más tarde enviados a Alabama en el Sur Profundo. Tras instalarse en Nueva Jersey, Charity y Levin tuvieron catorce hijos más, de los que William fue el último.
En 1847 William se casó con Letitia George, y tuvieron cuatro hijos que sobrevivieron a la infancia:
- La mayor, Caroline Matilda Still (1848-1919), una médico pionera. Caroline asistió en el Oberlin College y en el Colegio Médico de la Mujer de Filadelfia (más tarde Facultad de Medicina de Pennsilvania); se casó en primeras nupcias con Edward J. Wyley y a su muerte con el reverendo Matthew Anderson, veterano pastor de la Iglesia Presbiteriana de Berea, en el norte de Filadelfia. Llevó a cabo una extensa práctica médica privada en Filadelfia y fue también una activista de la comunidad, maestra y líder.
- William Wilberforce Still (1864-1914) se graduó de la Universidad de Lincoln y posteriormente ejerció como abogado en Filadelfia.
- Robert George Still (1861-1896) fue un periodista dueño de una imprenta en Pine, en el centro de Filadelfia.
- Frances Ellen Still ( 1875-1930) se convirtió en maestra de jardín de infancia; lleva el nombre de la poetisa Frances Ellen Watkins Harper (que vivía con los Still antes de su matrimonio).

En el censo de EE. UU. de 1900 William Still informa que aún viven en su casa dos hijos, William W y Ellen, así como una nuera.

## El abolicionismo
En 1844, William Still se trasladó a Filadelfia, Pennsilvania, donde comenzó a trabajar en la oficina de la Liga contra la Esclavitud de Pennsilvania, siendo el primer miembro negro. Estuvo involucrado cuando los abolicionistas organizaron una comisión para ayudar a los esclavos fugitivos a llegar a la ciudad, e incluso fue nombrado presidente de un comité de vigilancia para ayudar a los esclavos fugitivos que llegaban a Filadelfia camino de Canadá, debido a la aprobación de la Ley de esclavos fugitivos de 1850. En esa década de 1850 era el líder de la comunidad afroamericana de Filadelfia.
Su lucha no se limitó al abolicionismo: en 1859 trató de acabar con el sistema de segregación racial en el transporte público de la ciudad, lo que consiguió ocho años después. Abrió un almacén durante la guerra civil americana, y más tarde fundó una empresa de suministro de carbón.

### Ferrocarril subterráneo
Still es llamado "el padre del ferrocarril subterráneo" ya que ayudó a unos 800 esclavos a escapar hacia la libertad, con hasta 60 esclavos al mes escapados hacia el Norte. Un día descubrió que el hombre del que era anfitrión no era otro que su hermano, Peter Still, vendido en Alabama antes de la segunda fuga de su madre. Esto le convenció de que era un deber recabar y mantener escrupulosamente toda la información sobre los fugitivos, ya que proporcionaría ayuda para poder reunir a las familias. Entrevistaba a cada uno y mantenía registros detallados que incluían una breve biografía y el destino de cada persona, junto con cualquier alias que adoptase, aunque mantuvo los registros cuidadosamente ocultos. Trabajó con otros agentes del ferrocarril subterráneo que operaban en el sur y en muchos condados sureños de Pennsilvania. Su red a la libertad también incluía agentes en Nueva Jersey, Nueva York, Nueva Inglaterra y Canadá. Harriet Tubman viajó con su organización con distintos compañeros en varias ocasiones durante la década de 1850.
Después de la Guerra Civil, Still publicó las notas secretas que había mantenido en los diarios durante esos años, y pidió permiso para publicar un libro, The Underground Rail Road Records (Registros del ferrocarril subterráneo), que narra las historias y los métodos empleados por 649 esclavos fugitivos; es actualmente una fuente de detalles históricos de los trabajos del ferrocarril subterráneo. Su hermano Peter Still había ayudado a Kate Pickard a escribir un libro sobre sus experiencias, publicado bajo el título The Kidnapped and the Ransomed (Los secuestrados y los redimidos) (1856).
Still es uno de los muchos que ayudaron a los esclavos de los Estados Unidos a escapar. Los tres prominentes hermanos Still, William, James y Peter, se establecieron en Lawnside, New Jersey. A día de hoy, sus descendientes tienen una reunión familiar cada mes de agosto. Miembros notables de la familia son el compositor William Grant Still, el jugador de baloncesto Valerie Still y el de la NFL Art Still.

### Organizaciones juveniles
Still también tenía un gran interés en el bienestar de la juventud negra. Ayudó a establecer un orfanato para jóvenes negros y a organizar la primera YMCA para afroamericanos.

## Obras
- A Brief Narrative of the Struggle for the Rights of the Colored People of Philadelphia in the City Railway Cars (1867)
- The Underground Railroad. A record of facts, authentic narratives, letters, etc., narrating the hardships, hair-breadth escarpes and death struggles of the slaves in their efforts for freedom (1872).

## Citas
1. ↑  William Still, Darby, and the Desegregation of Philadelphia Streetcars (DarbyHistory.com)
2. ↑  PBS: Underground Railroad - The William Still Story
3. ↑  Chenrow, Fred; Chenrow, Carol (1974). Reading Exercises in Black History. Elizabethtown, PA: The Continental Press, Inc. p.56. ISBN 08454-2105-5.

- Datos: Q3568976
- Multimedia: William Still / Q3568976